# Sądów (gromada)
Sądów – dawna gromada, czyli najmniejsza jednostka podziału terytorialnego Polskiej Rzeczypospolitej Ludowej w latach 1954–1972.
Gromady, z gromadzkimi radami narodowymi (GRN) jako organami władzy najniższego stopnia na wsi, funkcjonowały od reformy reorganizującej administrację wiejską przeprowadzonej jesienią 1954 do momentu ich zniesienia z dniem 1 stycznia 1973, tym samym wypierając organizację gminną w latach 1954–1972.
Gromadę Sądów z siedzibą GRN w Sądowie utworzono – jako jedną z 8759 gromad na obszarze Polski – w powiecie pyrzyckim w woj. szczecińskim na mocy uchwały nr V/49/54 WRN w Szczecinie z dnia 5 października 1954. W skład jednostki weszły obszary dotychczasowych gromad: Dobropole Pyrzyckie (bez miejscowości Płoszkowo), Skrzany (bez miejscowości Brzezina i Warszyn) i Sądów (bez miejscowości Bonin) ze zniesionej gminy Piasecznik oraz miejscowość Mogilica z dotychczasowej gromady Dolice ze zniesionej gminy Dolice w tymże powiecie. Dla gromady ustalono 13 członków gromadzkiej rady narodowej.
Gromadę zniesiono 31 grudnia 1959, a jej obszar włączono do gromady Dolice w tymże powiecie.